# Roella bryoides
Roella bryoides är en klockväxtart som beskrevs av Heinrich Wilhelm Buek. Roella bryoides ingår i släktet Roella och familjen klockväxter. Inga underarter finns listade i Catalogue of Life.